# Parliament Hill (Ottawa)

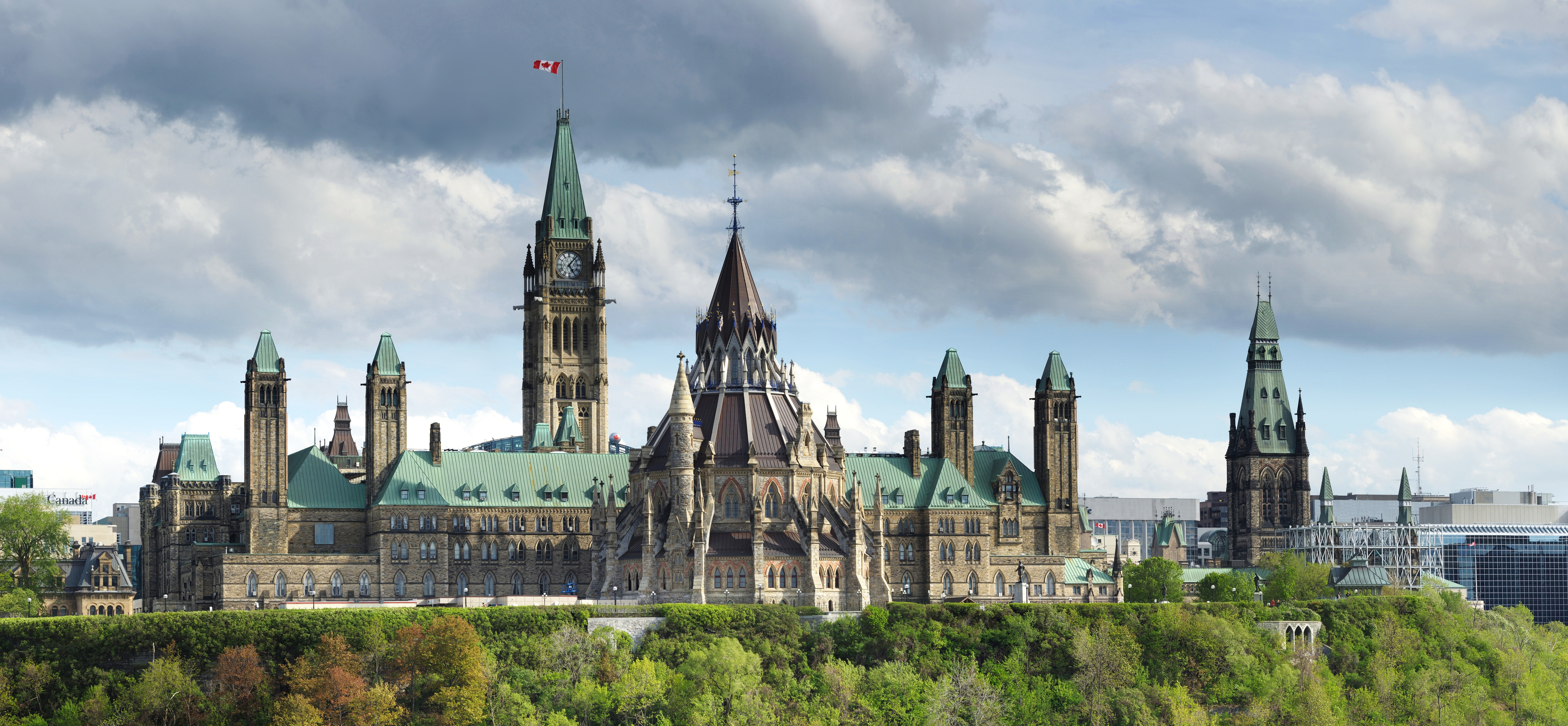
Parliament Hill von Gatineau aus betrachtet

Parliament Hill (frz. Colline du Parlement, dt. Parlamentshügel) ist ein Hügel am Südufer des Ottawa Rivers in Ottawa. Auf ihm befinden sich die Gebäude des kanadischen Parlaments. Ursprünglich befand sich hier eine Militärkaserne. Der Umbau zum Regierungsviertel begann 1859, nachdem Königin Victoria Ottawa zur Hauptstadt der damaligen Provinz Kanada bestimmt hatte. Auffallendstes Gebäude des neogotischen Ensembles aus dem späten 19. und frühen 20. Jahrhundert ist der Centre Block mit dem 92 m hohen Peace Tower. Der West Block und der East Block enthalten hauptsächlich Büroräumlichkeiten. Ebenfalls von Bedeutung sind die Parlamentsbibliothek und Statuen verschiedener Persönlichkeiten der kanadischen Geschichte. Jährlich werden rund drei Millionen Besucher gezählt.

## Gelände

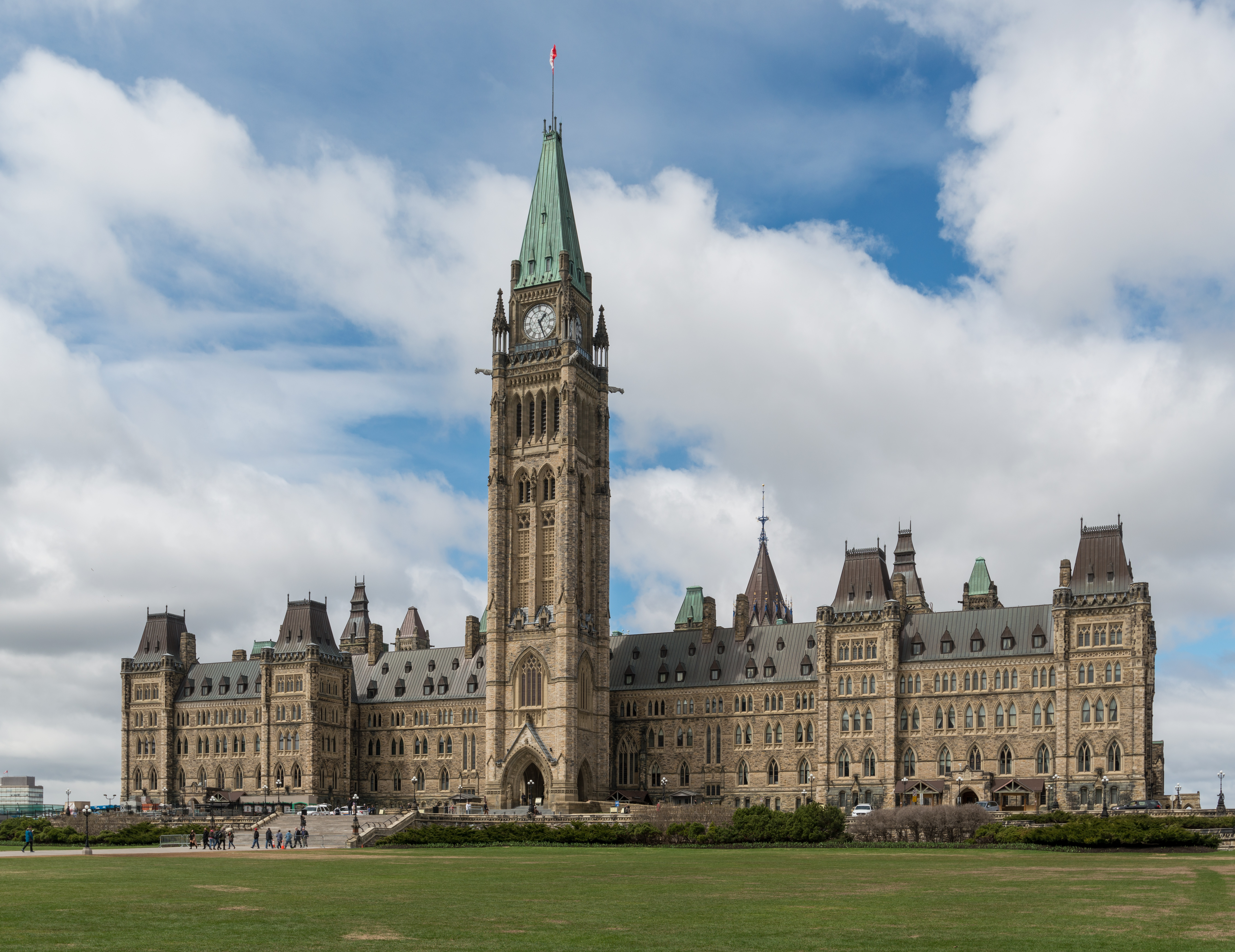
Centre Block mit Peace Tower

Der gesamte Parlamentsbezirk ist 88.480 m² groß. Im Norden begrenzt ihn der Ottawa River, im Osten die Ottawa Locks, im Süden die Wellington Street und im Westen eine Zufahrtsstraße zum Obersten Gerichtshof. Entlang der Südfront des Geländes zieht sich ein viktorianischer Gusseisenzaun, die in der Mitte durch die Queen’s Gates unterbrochen wird, dem formellen Haupteingang.
Zwischen den drei Hauptgebäuden Centre Block, East Block und West Block liegt ein quadratischer Barockgarten. Hier finden wichtige Zeremonien wie die jährlichen Festivitäten zum Nationalfeiertag Canada Day und die Wachablösung statt. Die Gärten an den Seitenfassaden der Gebäude sind im Stil des englischen Landschaftsgartens gestaltet und mit zahlreichen Statuen, Monumenten und einem Pavillon an der Nordwestseite geschmückt. Das übrige nicht überbaute Gelände ist in natürlichem Zustand belassen.
Parliament Hill bildet das Zentrum des Regierungsviertels, die Expansion über das Gelände hinaus begann bereits 1889 mit dem Bau des Langevin Block auf der gegenüber liegenden Seite der Wellington Street. Da auf dem östlich gelegenen Grundstück auf der anderen Seite des Rideau Canal das Hotel Château Laurier liegt, breitete sich das Regierungsviertel nach Westen aus. So entstanden in den 1930 das Confederation Building und das Justice Building. Ab den 1970er Jahren begann die Bundesregierung, im Stadtzentrum weitere Gebäude zu erwerben oder zu mieten. 1973 enteignete sie den gesamten Baublock zwischen Wellington Street und Sparks Street, mit der Absicht, einen South Block zu errichten. Das Projekt konnte jedoch nie verwirklicht werden. Stattdessen entstanden neue Bürogebäude in Gatineau.

## Gebäude

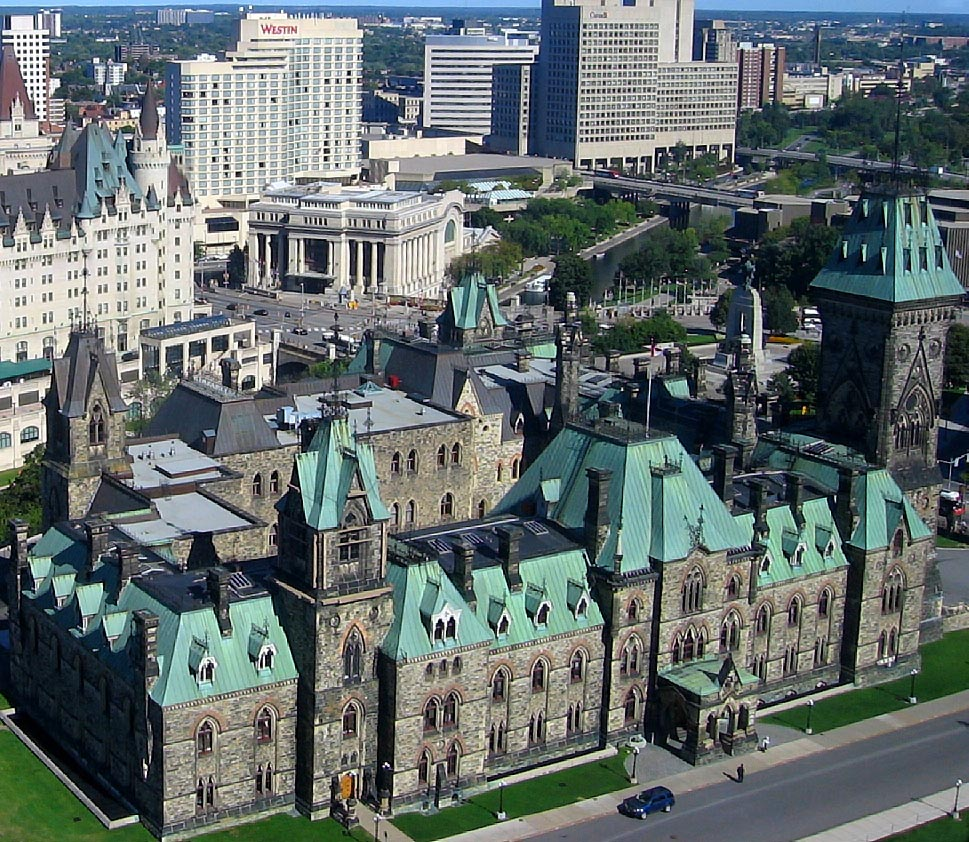
East Block

Der Centre Block beherbergt die Säle des Unterhauses und des Senats von Kanada. An seiner Südfassade befindet sich der 92 m hohe Peace Tower, an der dem Fluss zugewandten Nordfassade die Parlamentsbibliothek. Der East Block und der West Block enthalten sowohl Büros für Minister und Senatoren als auch Sitzungszimmer und weitere Verwaltungsräumlichkeiten. Alle drei Hauptgebäude sind im neugotischen Stil errichtet, enthalten aber nicht nur Anleihen aus Großbritannien, sondern auch Variationen aus Frankreich, den Niederlanden und Italien.
Hinter dem West Block stand seit 1882 das alte Gebäude des Obersten Gerichtshofes. Es wurde 1955 abgerissen, nachdem das Gericht 1945 in einen Neubau westlich des Parlaments umgezogen war. In den 1950er und 1960er Jahren gab es verschiedentlich Überlegungen, den West Block und die Parlamentsbibliothek durch Neubauten zu ersetzen und anstelle des East Block einen Parkplatz zu errichten, doch keiner dieser Pläne wurde je umgesetzt. Im Jahr 2002 begann ein umfassendes Renovationsprogramm, das rund eine Milliarde Dollar kosten wird und 2020 abgeschlossen sein soll. Insbesondere werden das Mauerwerk instand gesetzt, Asbestteile entfernt, Sicherheitsanlagen installiert und Besuchereinrichtungen verbessert. Ab 2012 wird der Centre Block während fünf Jahren geschlossen, um umfangreiche Innenrenovationen durchführen zu können. Senat und Unterhaus werden in den East Block und den West Block ziehen, deren Innenhöfe vorübergehend überdacht und als Sitzungssäle eingerichtet werden.

## Statuen und Monumente

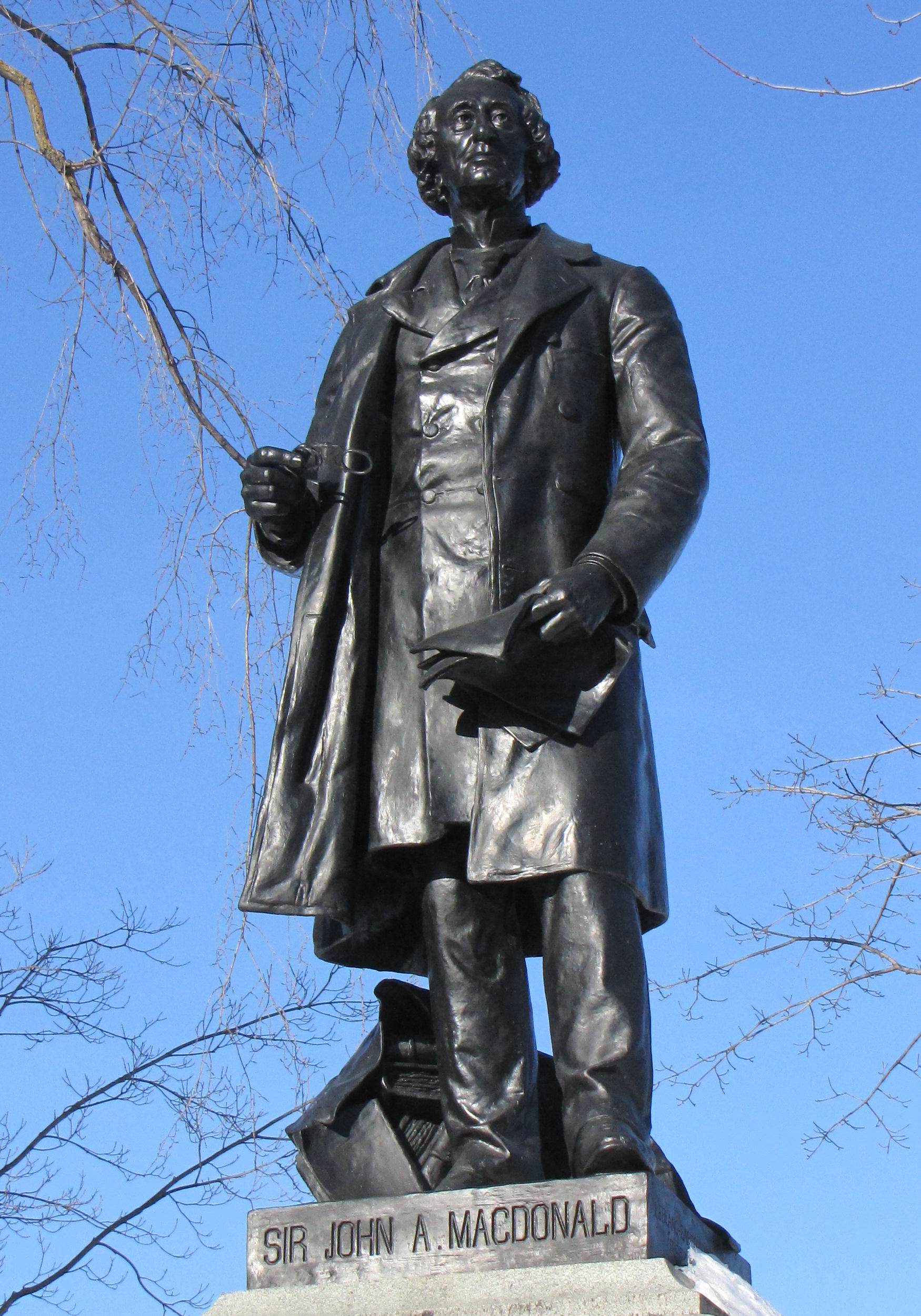
John Macdonald

Die meisten Statuen auf dem Parliament Hill befinden sich hinter den drei Hauptgebäuden, einer befindet sich vor dem Südzaun. Sie stellen folgende Persönlichkeiten der kanadischen Geschichte dar: George-Étienne Cartier, John Macdonald, Königin Victoria, Alexander Mackenzie, Galahad, George Brown, Thomas D’Arcy McGee, Robert Baldwin, Louis-Hippolyte La Fontaine, Wilfrid Laurier, Robert Borden, William Lyon Mackenzie King, Königin Elisabeth II., John Diefenbaker, Lester Pearson und die Famous Five.
Auf dem Fußweg zwischen den Queen’s Gates und dem Centre Block befindet sich die Centennial Flame, die 1966 aus Anlass der Feierlichkeiten zum 100-jährigen Bestehen der Kanadischen Konföderation errichtet wurde. Das Police and Peace Officers’ Memorial erinnert an die während der Ausübung ihres Dienstes verstorbenen Polizeibeamten.

## Geschichte
Parliament Hill ist ein markanter Kalksteinhügel mit flacher Spitze, der während Jahrhunderten als Landmarke am Ottawa River diente; zuerst für die First Nations, später für europäische Händler, Abenteurer und Siedler. Nach der Gründung von Ottawa (damals noch Bytown genannt) nutzten die Konstrukteure des Rideau-Kanals den Hügel als Standort einer Militärbasis und nannten ihn Barrack Hill. Eine geplante Festung wurde nie verwirklicht und Mitte des 19. Jahrhunderts hatte der Hügel seine strategische Bedeutung eingebüßt.

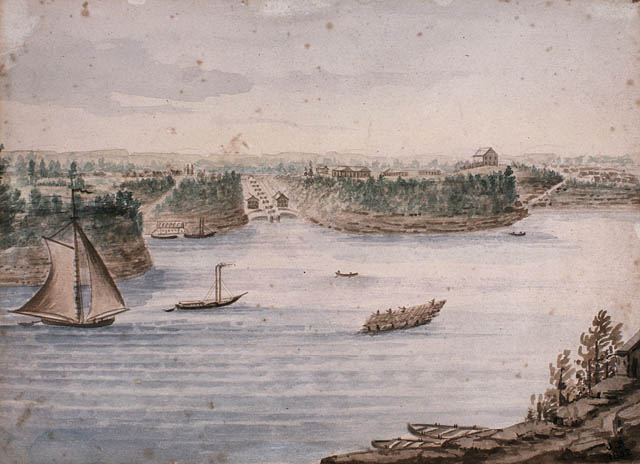
Barrack Hill im Jahr 1832

1858 wählte Königin Victoria Bytown als Hauptstadt der Provinz Kanada aus. Aufgrund seiner exponierten Lage über der Stadt und dem Fluss wurde Barrack Hill als Standort des Regierungsviertels bestimmt. Zu dieser Entscheidung trug auch die Tatsache bei, dass der Hügel in Staatsbesitz war. Das Ministerium für öffentliche Bauten rief am 7. Mai 1858 einen Architektenwettbewerb aus, um auf dem Barrack Hill repräsentative Gebäude zu errichten. Es wurden 298 Vorschläge eingereicht, von denen drei in die engere Auswahl kamen. Die Preisrichter konnten sich zunächst nicht auf einen Sieger einigen und baten Generalgouverneur Edmund Walker Head um seine Meinung. Schließlich konnten die Sieger am 29. August 1859 bekannt gegeben werden. Beim Centre Block setzten sich die Architekten Thomas Fuller und Chilion Jones durch. Sie orientierten sich dabei am neogotischen Palace of Westminster in London und nicht am ebenfalls gerade fertiggestellten neoklassizistischen Kapitol in Washington, um die enge Bindung Kanadas an Großbritannien zu betonen. Thomas Stent und Augustus Laver waren mit ihren Entwürfen für den East Block und den West Block erfolgreich.
Der erste Spatenstich war am 20. Dezember 1859, die Grundsteinlegung am 16. April 1860. Albert Eduard, Prince of Wales (der spätere König Eduard VII.) setzte am 1. September 1860 den Eckstein des Centre Block. Die Errichtung des kanadischen Regierungsviertels war das bisher größte öffentliche Bauvorhaben in Nordamerika. Die Arbeiter stießen früher als erwartet auf Fels, so dass Sprengungen vorgenommen werden mussten. Zu Beginn des Jahres teilte das Ministerium mit, es seien bereits 1.424.882 Dollar ausgegeben worden, was mehr als dem Doppelten der ursprünglich veranschlagten Baukosten entsprach. Die Baustelle wurde im September 1861 geschlossen und abgedeckt. Erst 1863 konnten die Arbeiten wieder aufgenommen werden, nachdem eine Kommission die Ursachen der Kostenüberschreitung untersucht hatte.

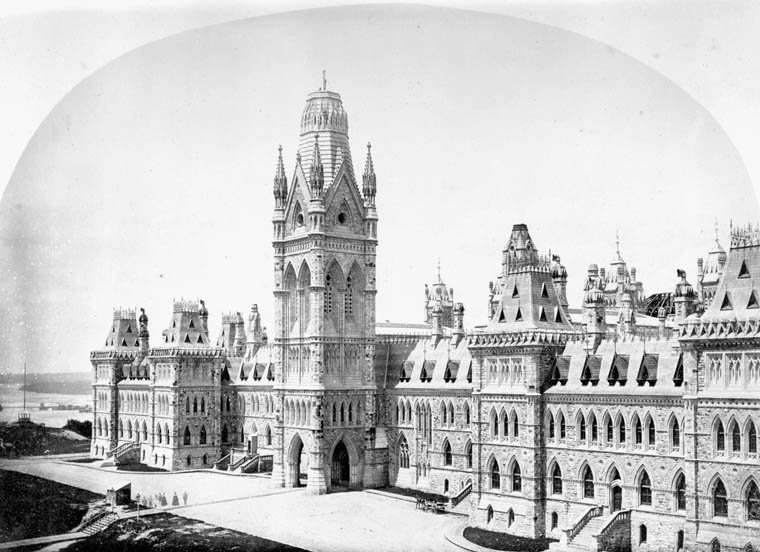
Centre Block um 1870

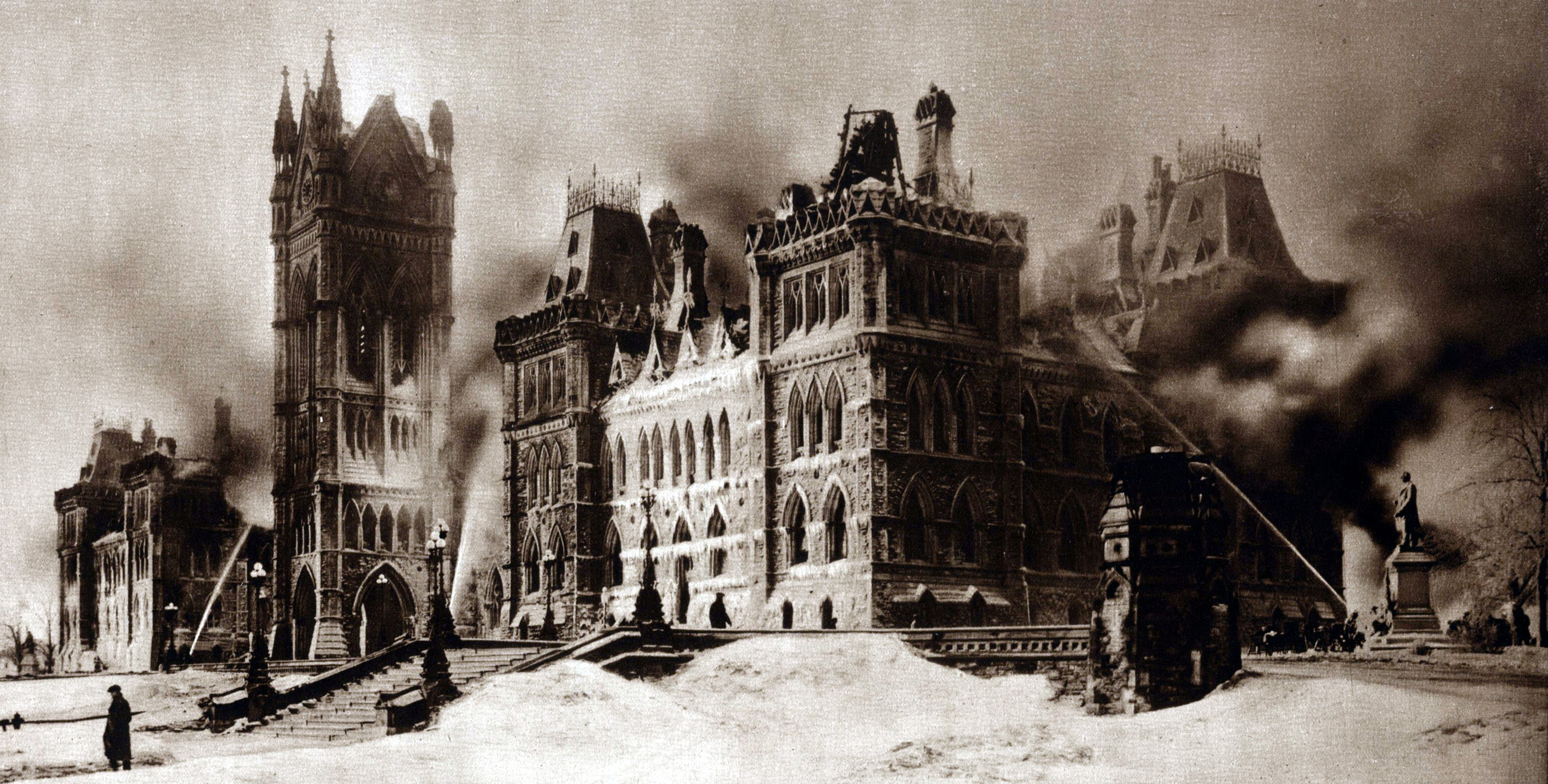
Centre Block am Morgen nach dem Brand von 1916

Als sich die Provinz Kanada, Nova Scotia und New Brunswick 1867 zum neuen Staat Kanada zusammenschlossen, waren die Arbeiten noch immer unvollendet. Wenige Jahre später traten auch Manitoba, British Columbia, Prince Edward Island und die Nordwest-Territorien bei. Dadurch wurde mehr Platz für die Parlamentarier und die Verwaltung benötigt. Aus diesem Grund musste der Staat Gebäude außerhalb des Geländes mieten. 1876 waren die Gebäude fertiggestellt, allerdings musste noch das Gelände gestaltet werden. Im Auftrag von Generalgouverneur Lord Dufferin legte Calvert Vaux, der den Central Park in New York entworfen hatte, einen Gestaltungsplan vor.
Am 3. Februar 1916 gegen 20:50 Uhr zerstörte ein Brand den Centre Block. Der gesamte Innenraum fiel dabei den Flammen zum Opfer, einzige Ausnahme war die Bibliothek, da M.C. "Connie" MacCormac, ein rasch reagierender Bibliothekar, in der Lage war, die massiven Eisentüren zum Rest des Gebäudes hin rechtzeitig zu schließen. Prinz Arthur, Herzog von Connaught kam nach Ottawa und legte am 1. September 1916 den ursprünglichen Eckstein. Bis 1920 war der Wiederaufbau vollendet. 1927 kam der Peace Tower hinzu, um der Opfer des Ersten Weltkriegs zu gedenken. Das neue Design von John A. Pearson und Omar Merchand ist ebenfalls neogotisch, integriert aber Elemente der moderneren Beaux-Arts-Architektur.
Seit 1976 haben die Terrassenarchitektur des Parliament Hill und der Komplex der Parlamentsgebäude beide den Status einer National Historic Site.
Am 22. Oktober 2014 wurde vor dem Nationalen Kriegsdenkmal, nahe Parliament Hill ein Soldat durch Michael Zehaf-Bibeau angeschossen und tödlich verletzt. Der Täter flüchtete nach der Tat in den Centre Block, wo er vom Sicherheitschef des Parlaments nach einem Schusswechsel getötet wurde.